# Jiyul
Yang Jung-yoon (hangul: 양정윤; Seúl, 30 de julio de 1991), conocida por su nombre artístico Jiyul, es una cantante y actriz surcoreana, conocida por ser miembro del grupo femenino surcoreano Dal Shabet.

## Carrera

### 2011-2013: Debut con Dal Shabet y actividades en solitario
Debutó oficialmente junto a sus compañeras de Dal Shabet el 3 de enero de 2011.
El 3 de noviembre de 2011 se convirtió en presentadora del programa K-Pop 20 de SBS MTV.
Debutó como actriz con un cameo en la película Papa (2012), interpretando a Mila, una de las máximas estrellas en la agencia que Park Yong-woo gestiona, y la cual escapa a Estados Unidos, obligando a Park a ir tras ella.
Su primer protagónico fue en la película Her Story.
Participó en MasterChef Celebridades Corea, que se estrenó el 22 de febrero de 2013.
En diciembre de 2015 la agencia Happy Face Entertainment anunció que tanto ella como Gaeun se habían retirado de Dal Shabet después de que su contrato con la agencia expiró, para centrarse en su carrera de actuación.

### 2016:Actuación
El 19 de octubre de 2016 se anunció que había firmado con la agencia Jellyfish Entertainment.
Participó en el proyecto de invierno de Jellyfish Entertainment con sus compañeros de sello Seo In-guk, VIXX, Gugudan, Park Yoon-ha, Park Jung-ah, Kim Gyu-sun, y Kim Ye-won. La canción titulada, "Falling"" (Hangul: 니가 내려와) fue lanzada digitalmente el 13 de diciembre de 2016.

## Filmografía

### Películas
| Año  | Título          | Papel | Notas        |
| ---- | --------------- | ----- | ------------ |
| 2012 | Papa            | Mila  | cameo        |
| 2012 | Her Story       | Hanna | cortometraje |
| 2012 | Wonderful Radio |       | cameo        |

### Series
| Año  | Título                      | Papel                | Red      | Notas     |
| ---- | --------------------------- | -------------------- | -------- | --------- |
| 2011 | Dream High                  | estudiante           | KBS2     | cameo     |
| 2013 | La Torre de Fantasía        | Yeon-soo             | tvN      |           |
| 2015 | Yotaek                      | Protagonista (Gu-ah) |          | drama web |
| 2017 | Miércoles 3:30 PM           | Jiyul                | SBS Plus |           |
| 2017 | Bravo Mi Vida (serie de TV) | Kim Seohyun          | SBS      |           |